# Фрідріх фон Кохенгаузен
Фрідріх Ернст Едуард Арнольд фон Кохенгаузен (нім. Friedrich Ernst Eduard Arnold von Cochenhausen; 14 липня 1879, Марбург — 20 липня 1946, Гохштадт-ам-Майн) — німецький офіцер, генерал артилерії вермахту. Доктор філософських наук.

## Біографія
Старший брат генерал-лейтенанта Конрада фон Кохенгаузена. 21 вересня 1897 року поступив в 11-й польовий артилерійський полк. Закінчив Військову академію (1910) і в 1910-19 служив у Великому Генштабі і Польовому генштабі. Учасник Першої світової війни.
Після демобілізації армії залишений в рейхсвері. У 1919-20 і 1920-23 служив в Імперському військовому міністерстві. З 1 жовтня 1923 року — командир 2-го дивізіону 6-го артилерійського полку, з 1 грудня 1925 року — начальник штабу інспекції військово-навчальних закладів. 1 березня 1928 року переведений в штаб 4-го артилерійського полку, 1 лютого 1929 року призначений командиром 4-го артилерійського полку, а 1 лютого 1931 року — командувачем артилерії 4-го військового округу. 31 січня 1932 року вийшов у відставку. 28 червня 1933 року Кохенгаузен став президентом Німецького товариства воєнної політики та військових наук і залишався на цій посаді до кінця Другої світової війни. 1 жовтня 1935 року зарахований в люфтваффе і призначений інструктором Академії люфтваффе в Берліні-Гатові. 28 вересня 1938 року знову вийшов у відставку. 
28 серпня 1939 року повернувся на службу в армію і був призначений начальником 13-го військового округу. 1 травня 1942 року відправлений у резерв фюрера, 31 травня — у відставку.

## Звання
- Фанен-юнкер (21 вересня 1897)
- Фенріх (21 квітня 1898)
- Лейтенант (27 січня 1899)
- Оберлейтенант (19 серпня 1909)
- Гауптман (22 березня 1913)
- Майор (16 вересня 1917)
- Оберстлейтенант (5 лютого 1923)
- Оберст (1 лютого 1927)
- Генерал-майор (1 березня 1930)
- Генерал-лейтенант запасу (31 січня 1932)
- Генерал-лейтенант люфтваффе (1 жовтня 1935)
- Генерал авіації запасу (28 лютого 1938)
- Генерал артилерії (1 грудня 1940)

## Нагороди
- Орден Червоного орла 4-го класу
- Залізний хрест 2-го і 1-го класу
- Королівський орден дому Гогенцоллернів, лицарський хрест з мечами
- Орден «За військові заслуги» (Баварія) 4-го класу з мечами
- Орден Альберта (Саксонія), лицарський хрест 1-го класу з мечами
- Орден Фрідріха (Вюртемберг), лицарський хрест 2-го класу з мечами
- Ганзейський Хрест (Гамбург)
- Військовий Хрест Фрідріха (Ангальт)
- Хрест «За військові заслуги» (Австро-Угорщина) 3-го класу з військовою відзнакою
- Срібна медаль «Ліакат» з шаблями (Османська імперія)
- Військова медаль (Османська імперія)
- Орден «За хоробрість» 4-го ступеня, 1-й клас (Болгарія)
- Хрест «За вислугу років» (Пруссія) (1922)
- Орден Святого Йоанна (Бранденбург), почесний лицар
- Почесний хрест ветерана війни з мечами
- Медаль «За вислугу років у Вермахті» 4-го, 3-го, 2-го і 1-го класу (25 років)
- Почесний сенатор Ерлангенського університету